# Cửa Cổ Chiên
Cửa sông Cổ Chiên (hay còn là Cửa Cổ Chiên) là một cửa biển từ sông Cổ Chiên đổ ra Biển Đông qua hai cửa là Cổ Chiên và Cung Hầu. Cửa sông thuộc địa phận tỉnh Bến Tre, độ sâu từ 5m đến 6m, ít bãi bồi, nên tàu bè ra vào tương đối thuận tiện. Cửa có địa hình phức tạp, hai bên bờ đa số là cây bần.

## Thủy triều
Thủy triều ở cửa sông là chế độ bán nhật triều. Mỗi tháng có hai lần triều cường sau ngày 1 và ngày 15, hai lần triều kiệt sau ngày 7 và ngày 23. Biên độ triều hàng ngày rất lớn giảm dần từ cửa sông vào nội đồng

## Dòng chảy
Vào mùa lũ sông tải một lượng nước lớn từ thượng lưu xuống hạ lưu. Vận tốc dòng chảy mùa lũ lớn hơn mùa kiệt 2-3 lần Vận tốc dòng chảy lớn, được duy trì qua khỏi cửa sông va ra tới tận biển.

## Hoạt động kinh tế
Nhiều doanh nghiệp tham gia khai thác cát sông để đáp ứng nhu cầu xây dựng. Tại cửa chỉ có tàu bè nhỏ của ngư dân ra vào, không có các tàu thuyền vận tải lớn..Tình trạng nạo vét cát tại Cửa sông Cổ Chiên bị phản đối phải ngừng lại do ảnh hưởng đến môi trường sinh thái và cuộc sống dân cư.
Hiện tại, có khoảng 1.400 ha nuôi trồng thủy sản và hơn 300 ha nuôi nghêu tại cửa Cổ Chiên. 